# Boana stellae
Boana stellae é uma espécie de anfíbio da família Hylidae. Endêmica do Brasil, pode ser encontrada no platô Araucária, nos municípios de Sinimbu, Arvorezinha e Dois Lajeados, no estado do Rio Grande do Sul.